# 峰吉川站
峰吉川站（日语：／ Mineyoshikawa eki */?）是位於秋田縣大仙市，屬於東日本旅客鐵道（JR東日本）奧羽本線的鐵路車站。

## 車站構造
本站原設有一座2面2線的相對式月台，因秋田新幹線新建，靠近站房一面的月台已封閉，僅使用站房對側月台。本站是由大曲站負責管理的簡易委託車站。

## 使用情況
| 年度 | 每日平均乘客人數 |
| ---- | ---------------- |
| 2000 | 147              |
| 2001 | 144              |
| 2002 | 149              |
| 2003 | 146              |
| 2004 | 137              |
| 2005 | 126              |
| 2006 | 112              |
| 2007 | 104              |
| 2008 | 94               |
| 2009 | 82               |
| 2010 | 73               |
| 2011 | 72               |
| 2012 | 64               |
| 2013 | 66               |

## 历史
- 1904年（明治37年）8月21日：奧羽北線（即現奧羽本線）和田站至神宮寺站開通
- 1924年（大正13年）12月20日：峰吉信號站啟用。
- 1930年（昭和5年）6月21日：峰吉信號站升級至車站，名為峰吉川站。
- 1987年（昭和62年）4月1日：因國鐵分割民營化，本站成為東日本旅客鐵道的車站。

## 車站周邊
- 白糸之瀧
- 峰吉川站前簡易郵局
- 國道13號

## 相鄰車站
東日本旅客鐵道
■奧羽本線
□快速
通過
■普通
刈和野－峰吉川－羽後境

## 相關項目
- 日本鐵路車站列表 Mi

## 外部連結
- JR東日本－峰吉川站 （页面存档备份，存于）（日語）

39°34′0.2″N 140°19′23.8″E / 39.566722°N 140.323278°E